# JCB (Kreditkartenunternehmen)

Das Logo der JCB

Altes Logo (bis ca. 2007)

JCB Co., Ltd. (japanisch 株式会社ジェーシービー Kabushiki-gaisha jē shī bī), kurz für Japan Credit Bureau, ist eine japanische Kreditkartenorganisation mit Sitz in Tokio.

## Unternehmen
Gegründet wurde JCB 1961, im Jahr 1972 wurde die einmillionste Karte ausgegeben. Zunächst war JCB nur in Japan vertreten, 1981 wurde in Hongkong die erste Auslandsniederlassung eröffnet. Nachdem es 1982 durch ein Bankenreformgesetz den japanischen Banken gestattet wurde, auch selber Kreditkarten auszugeben (bis dahin hatten sie dafür eigene Tochterunternehmen gründen müssen, die keine Banken sein durften), begann JCB damit, seine Karten über Franchisingpartner auszugeben. Man hatte sich bereits im Vorjahr bewusst gegen eine Kooperation mit den Branchengrößen VISA und Mastercard entschieden, was sich im Nachhinein auch als richtig erwiesen hat, da alle anderen japanischen Anbieter eigener Kreditkarten im Lauf der Zeit im Rahmen von Kooperationen in diesen aufgingen und nur noch als Marken ein Nischendasein führen.
JCB-Karten werden von etwa elf Millionen Akzeptanzstellen in 189 Ländern angenommen. Schwerpunkte sind regional die asiatischen Länder Japan, Korea, China, Taiwan, Thailand und Singapur so wie der US-amerikanische Raum. In Europa werden JCB-Karten bisher meist nur in internationalen Hotels, bei Anbietern hochpreisiger Luxusgüter sowie an Orten, die häufig von japanischen Touristen besucht werden, akzeptiert. Im Herbst 2011 gab Die Deutsche Kreditwirtschaft jedoch bekannt, im Rahmen einer Kooperation mit JCB deren Produkt in Verbindung mit girocard zukünftig auch in Deutschland zu vertreiben. Eine derartige Karte wurde erstmals am 31. März 2016 vorgestellt. Innerhalb Deutschlands funktionieren solche Karten als Girocard, und in anderen Ländern als Kreditkarte. Das Produkt heißt bei JCB „Co-Badged-Karte“.